# Villa Madonna

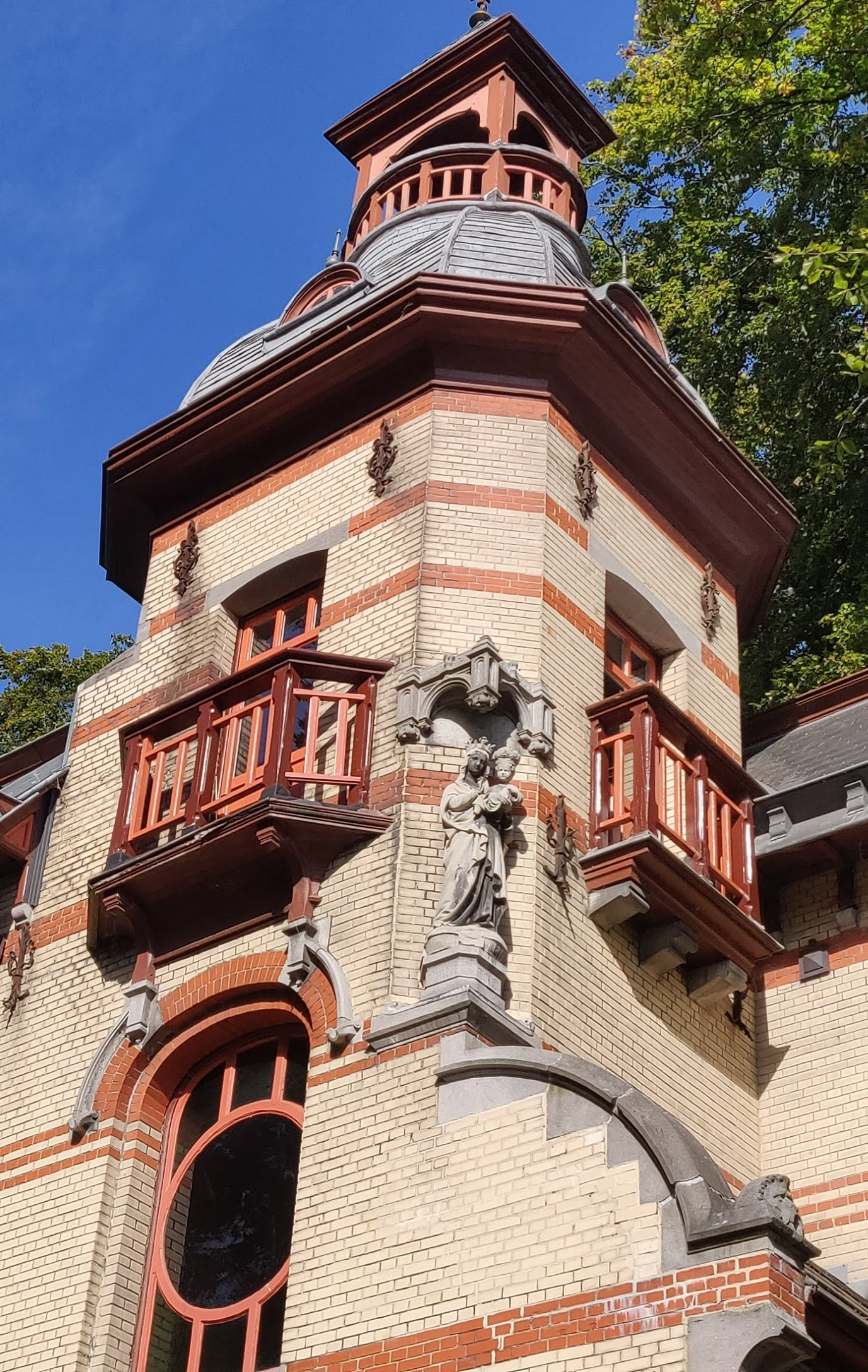
Toren

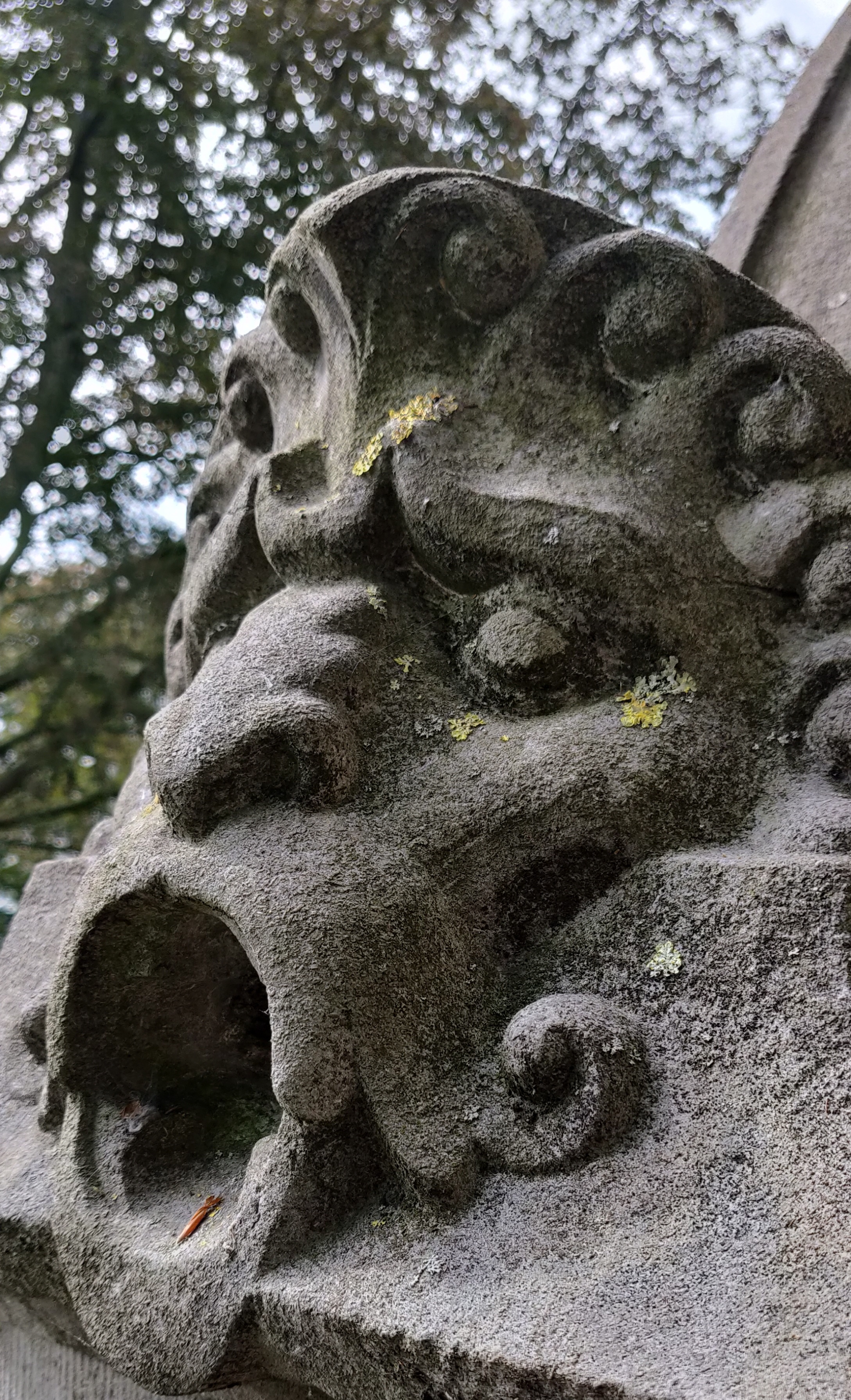
Waterspuwer

Villa Madonna is een kasteelachtige villa met een tuin van ongeveer één hectare op de helling van de Kruisberg in Ronse, Oost-Vlaanderen
In 1879 kocht vrederechter Edmond Matthijs-Vuylsteke (1839-1916) de gronden van Villa Madonna. Hierop werd een eerste paviljoen in Vlaamse renaissancestijl gebouwd. In 1906 begon men aan de bouw van de huidige Villa Madonna. Hier deed Edmond Matthijs beroep op de Gentse architect Modeste de Noyette.
De onderkelderde villa met twee bouwlagen en geknikt zadeldak met leien werd opgetrokken in een landelijke stijl met eclectische inslag en enkele art-nouveaukenmerken. Het is een van de laatste volledig bewaard gebleven kasteelvilla van architect Modeste de Noyette. Niet allen het gebouw, maar ook lambrisering, plafondschilderingen, meubels ,...
Villa Madonna is gelegen in een beboomde hellende tuin, toegankelijk via twee ijzeren hekjes, op de zuidelijke helling van de Kruisberg, vlak bij de stadsgrens met Kluisbergen (Zulzeke). 
In de tuin bevinden zich voorts nog een hondenhok, een bakoven, een vroegere oranjerie en een rond vijvertje. De tuin is aan de Kruisstraat afgesloten door een hulsthaag en een zwart geschilderd ijzeren voetgangershekje.